# Michael Schacht (Spieleautor)
Michael Schacht (* 1964 in Wiesbaden) ist ein deutscher Spieleautor, Grafiker und Inhaber des Kleinverlages Spiele aus Timbuktu.

## Leben und Schaffen
Schacht studierte Grafik-Design an der Fachhochschule Darmstadt. Rund 15 Jahre arbeitete er als Grafiker in verschiedenen Werbeagenturen, stieg dort zum Art Director auf. Erst 2005, elf Jahre nach seinem ersten kommerziell vermarkteten Spiel, kehrte er der Branche den Rücken und ist seitdem einer der wenigen hauptberuflichen Spieleentwickler in Deutschland, der davon  leben kann. Er ist verheiratet und lebt derzeit (2007) in Frankfurt am Main.
Zum Spieleerfinden kam er über einen Autorenwettbewerb. Seine erste Veröffentlichung war im Jahr 1992 das Spiel Taxi in der Spielezeitschrift Spielerei. Sein erstes prämiertes Spiel war im Jahr 1999 das Spiel Kontor, das im Verlag Goldsieber erschien. Es kam auf die Auswahlliste zum Spiel des Jahres. Bislang größter Erfolg war im Jahr 2007 das Spiel Zooloretto, das zum Spiel des Jahres 2007 gekürt wurde. Es ist eine Weiterentwicklung seines Spieles Coloretto, das im Jahre 2003 den 4. Platz beim Deutschen Spiele Preis belegte und auf der Auswahlliste zum Spiel des Jahres stand.

„Es ist kein Beruf, bei dem man besonders sicher sein Geld verdienen kann. Es ist viel Risiko dabei. Man muss sehr ausdauernd sein, sehr beharrlich, und ein bisschen Glück gehört auch dazu.“

## Ludographie (Auswahl)
- 1997: Blindes Huhn (Berliner Spielkarten)
- 1999: Kontor (Goldsieber, Auswahlliste zum Spiel des Jahres 1999)
- 1999: Tohuwabohu (Goldsieber, Familienspiel des Jahres in Dänemark 1999)
- 2000: Kardinal & König (Goldsieber, Platz 8 Deutscher Spiele Preis 2000, Auswahlliste zum Spiel des Jahres 2000)
- 2001: Isis & Osiris (Goldsieber, Nominierung Spielzeug des Jahres Niederlande 2001)
- 2001: Der König der Diebe (Jeux Descartes, zusammen mit Bruno Faidutti)
- 2002: Dschunke (Queen Games, Platz 3 Deutscher Spiele Preis 2002, Auswahlliste zum Spiel des Jahres 2002)
- 2002: Mogul (Spiele aus Timbuktu; Neuauflage 2015 bei Rio Grande Games)
- 2002: Potzblitz (HABA)
- 2003: Coloretto (Abacusspiele, Platz 9 Deutscher Spiele Preis 2003, Auswahlliste zum Spiel des Jahres 2003, Bestes Kartenspiel 2003)
- 2003: Industria (Queen Games, Gamers Choice Awards: Multiplayer Nominees 2004)
- 2003: Magna Grecia (Clementoni, Nominierung beim International Gamers Award 2004)
- 2003: Paris Paris (Abacusspiele, Platz 4 Deutscher Spiele Preis 2003, Auswahlliste zum Spiel des Jahres 2003)
- 2003: Richelieu und die Königin! (Ravensburger, Auswahlliste zum Spiel des Jahres 2003)
- 2004: Hansa (Abacusspiele, Platz 9 Deutscher Spiele Preis 2004)
- 2004: Socken zocken (HABA, Spiel gut 2005)
- 2005: China (Abacusspiele), Wiederveröffentlichung von Kardinal & König mit neuem Thema
- 2006: California (Abacusspiele)
- 2007: Zooloretto (Abacusspiele, Spiel des Jahres 2007)
- 2007: Patrizier (Amigo, Spiel gut 2008)
- 2008: Aquaretto (Abacusspiele)
- 2008: Shanghaien (Abacusspiele)
- 2009: Bürger, Baumeister & Co. (Abacusspiele, anlässlich 150 Jahre Saalbau GmbH)
- 2009: Valdora (Abacusspiele, Empfehlungsliste Spiel des Jahres 2009[2], Platz 6 Deutscher Spiele Preis 2009)
- 2009: Die Goldene Stadt (Kosmos)
- 2011: Mondo (Pegasus, Empfehlungsliste Spiel des Jahres 2011, Platz 6 Deutscher Spiele Preis 2011, Nominierungen zum dänischen und finnischen Spielepreis 2011)
- 2012: Zooloretto: Das Würfelspiel (Abacusspiele)
- 2012: Call to Glory (White Goblin Games)
- 2012: Africana (Abacusspiele)
- 2013: Scotland Yard Master (Ravensburger)
- 2014: Hellweg westfalicus (Spiele aus Timbuktu)
- 2014: Han (Abacusspiele)
- 2015: Chef Alfredo (Queen Games)
- 2016: London Markets (Queen Games)
- 2017: Smile (Z-Man Games)
- 2017: Das Vermächtnis des Maharaja (Abacusspiele)
- 2017: Blindes Huhn extrem (Abacusspiele)
- 2017: Zooloretto Duell (Abacusspiele)
- 2018: Spirits of the Forest (ThunderGryph Games)
- 2018: Pizzy Monsters (Abacusspiele)
- 2020: Iwari (ThunderGryph Games)